# بوكر ليتل
بوكر ليتل (بالإنجليزية: Booker Little)‏ هو بواق وملحن أمريكي، ولد في 2 أبريل 1938 في ممفيس في الولايات المتحدة، وتوفي في 5 أكتوبر 1961 في نيويورك في الولايات المتحدة.

## وصلات خارجية
- بوكر ليتل على موقع ميوزك برينز (الإنجليزية)
- بوكر ليتل على موقع ديسكوغز (الإنجليزية)